# Jason Vargas
Jason Matthew Vargas (né le 2 février 1983 à Apple Valley, Californie, États-Unis) est un lanceur gaucher des Royals de Kansas City de la Ligue majeure de baseball.
Il est membre de l'équipe des Royals championne de la Série mondiale 2015.

## Carrière
Jason Vargas est repêché le 7 juin 2004 par les Marlins de la Floride au deuxième tour de sélection. Il débute en Ligue majeure le 14 juillet 2005 avant d'être transféré chez les Mets de New York le 20 novembre 2006.

### Mariners de Seattle
Vargas est échangé aux Mariners de Seattle le 11 décembre 2008.
En 2011, il est le deuxième lanceur le plus utilisé des Mariners après Felix Hernandez : 32 départs et 233 manches et deux tiers lancées. Il est aussi second de l'équipe derrière Hernandez pour les victoires, avec 10 contre 13 défaites. Il réussit quatre matchs complets dont trois blanchissages. Sa moyenne de points mérités s'élève à 4,25 en 201 manches au monticule.
Avec une moyenne de points mérités de 1,64 et 5 victoires en autant de décisions en juillet 2012, Vargas est élu meilleur lanceur du mois dans la Ligue américaine. Il complète 2012 avec un sommet personnel de 14 victoires, 11 défaites et une moyenne de points mérités de 3,85 en 217 manches et un tiers lancées au cours de ses 33 départs. Il réussit deux matchs complets.

### Angels de Los Angeles
Le 19 décembre 2012, Vargas est échangé aux Angels de Los Angeles contre Kendrys Morales, un joueur de premier but.
Vargas est élu meilleur lanceur du mois dans la Ligue américaine pour la seconde fois de sa carrière en mai 2013. Au cours de cette période, il remporte 5 victoires en autant de décisions avec un jeu blanc et une moyenne de points mérités de 2,30 en 43 manches passées au monticule. Il termine 2013 avec 9 victoires, 8 défaites et une moyenne de points mérités de 4,02 en 150 manches lancées lors de 24 départs pour les Angels.

### Royals de Kansas City
Le 21 novembre 2013, le gaucher Vargas signe un contrat de 32 millions de dollars pour 4 saisons chez les Royals de Kansas City.
Il remporte 11 victoires contre 10 défaites avec une moyenne de points mérités de 3,71 en 187 manches lancées à sa première saison à Kansas City en 2014. En 30 départs, il réussit un blanchissage. Il fait ses débuts en séries éliminatoires comme lanceur partant des Royals le 2 octobre 2014, lors du premier match de la Série de division de la Ligue américaine face à son ancienne équipe, les Angels.
Vargas est invité au match des étoiles en 2017.